# Мичъл Смит
Мичъл Смит (на английски: Mitchell Smith) е американски писател на уестърни, криминални романи и научна фантастика. Пише под псевдонима Рой Лебо (на английски: Roy Lebeau).

## Биография и творчество
Мичъл Смит е роден на 2 август 1935 г. в Онеонта, в северната част на щата Ню Йорк, САЩ. Син е на лекаря Майкъл Смит и медицинската сестра Полин Кук. Прекарва военната си служба във военно училище в залива на Мисисипи. Учи през 1954-1958 г. в Колумбийския университет и се дипломира с бакалавърска степен по английски език и история.
След завършването си постъпва отново в армията. През 1958-1960 г., по време на Студената война, работи във военното разузнаване в Берлин.
На 31 август 1984 г. Смит се жени за Линда Лу Смит, от която има дъщеря Кристина.
Когато напуска армията се насочва към писателската кариера. Започва да пише уестърни, включително няколко еротични уестърна в серията „Бъкскин“ (Buckskin), които публикува под псевдонима Рой Лебо в периода 1984–1986 г. Героят му Франк Лесли „Бъкскин“ (еленова кожа) знае как да си служи с оръжието сред каубоите и знае защо го харесват жените.
От 1987 г. преминава към криминалните романи. Първият му трилър „Daydreams“ е за жена детектив, която разследва убийството на момиче на повикване, а вторият – „Stone City“ е мистерия в затвор с максимална сигурност, в който назначават професор за разледване на серия от убийства.
Следват „Due North“ през 1992 г., трилърът „Karma“ през 1994 г. с участието на индуски мафиоти, и „Sacrifice“ – трилър в духа на Джон Д. Макдоналд, в който жена, сериен убиец на абортирали жени, е на свобода, докато не предизвиква бащата на своята нова жертва.
През 1999 г. Смит издава последният си трилър „Reprisal“, една история за фамилно отмъщение и психологически ужас, след което преминава към жанра на научната фантастика с последните си книги, които формират трилогията „Снеговалеж“.
През 1991 г. във филм на ужасите е екранизиран разказът му „Popcorn“, а през 2000 г. е филмиран романът му „Sacrifice“ в едноименния филм с участието на Майкъл Медсън.
Мичъл Смит живее със съпругата си в Уаткъм, Вашингтон.

## Произведения

### Самостоятелни романи
- Daydreams (1987)
- Stone City (1990)
- Due North (1992)
- Karma (1994)
- Sacrifice (1997)
- Reprisal (1999)[3]

### Серия „Снеговалеж (Snowfall)
1. Snowfall (2002)
2. Kingdom River (2003)
3. Moonrise (2004)

### Серия „Бъкскин“
- Rifle River (1984)
Реката на смъртта, изд. „Калпазанов“ Габрово (1994), прев. Маргарита Маринова
- Gunstock (1984)
Гънсток, изд. „Торнадо“ Габрово (1994), прев. Маргарита Маринова
- Pistoltown (1984)
Градът на пистолетите, изд. „Калпазанов“ Габрово (1996), прев. Анна Минева
- Colt Creek (1984)
Колт Крийк, изд. „Калпазанов“ Габрово (1996), прев. Златка Димитрова
- Gunsight Gap (1985)
Пропускът на стрелеца, изд. „Торнадо“ Габрово (1994), прев. Румен Александров
- Trigger Spring (1985)
- Cartridge Coast (1985)
- Hangfire Hill (1985)
- Crossfire Country (1985)
- Bolt Action (1986)
- Trigger Guard (1986)
- Recoil (1986)

Серията е продължена от Кит Далтън и има общо 45 романа.

### Новели
- Reprisal (1999)

### Филмография
- 1976 – „A Dirty Knight's Work“, сценарий
- 1991 – „Popcorn“, филм по разказа
- 2000 – „Sacrifice“, ТВ филм по романа